# Erich Priebke

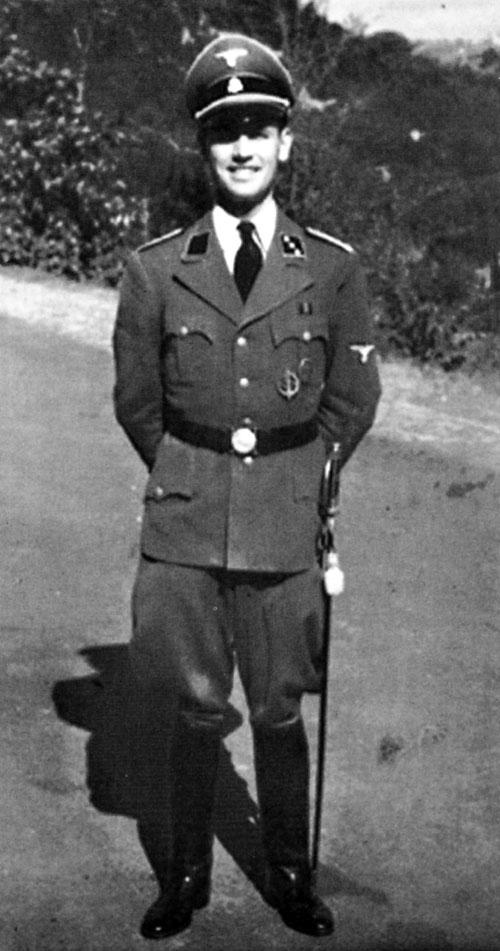
Erich Priebke in Rom

Erich Priebke (* 29. Juli 1913 in Hennigsdorf, Provinz Brandenburg; † 11. Oktober 2013 in Rom, Italien) war im Zweiten Weltkrieg als deutscher SS-Hauptsturmführer an den Geiselerschießungen bei den Ardeatinischen Höhlen beteiligt. Er wurde 1998 in Italien als Kriegsverbrecher zu einer lebenslangen Haftstrafe verurteilt, die jedoch aus Altersgründen in Hausarrest umgewandelt wurde.

## Leben

### Bis 1944
Priebke wuchs nach dem Tod seiner Eltern ab 1920 bei einem Onkel auf, der als sein Vormund eingesetzt war. Er war gelernter Kaufmann und wurde nach der Ausbildung vorrangig im Hotelfach eingesetzt. So arbeitete Priebke bis 1935 in zwei Hotels in London und Rapallo. Zum 1. Juli 1933 trat er der NSDAP bei (Mitgliedsnummer 3.280.478). Als er 1936 nach Deutschland zurückkehrte, fand er bei Borsig Rheinmetall eine Anstellung. Diese Beschäftigung verließ er im November, da er sich auf Empfehlung eines Vetters als Dolmetscher und Übersetzer für Italienisch beim Presseamt der Gestapo Berlin erfolgreich beworben hatte. Bald wurde er verbeamtet und in den Kriminaldienst der Gestapo übernommen, wo er für den Kontakt zu anderen Polizeidiensten, vor allem mit dem faschistischen Italien, zuständig war. Im Reichssicherheitshauptamt (RSHA) war er in der Folge im Amt IV („Gegnererforschung und -bekämpfung“) tätig. Er wurde von Reinhard Heydrich nach Rom versetzt, nachdem der Kommandeur der Sicherheitspolizei und des SD von Rom, Herbert Kappler, einen Mitarbeiter angefordert hatte. Priebke sah sich selbst als „Nummer Zwei“ hinter Kappler. Ab Februar 1941 arbeitete Priebke an der deutschen Botschaft in Rom als Verbindungsoffizier zur italienischen Polizei, zuletzt im Rang eines SS-Hauptsturmführers (SS-Nummer 290.305).

### Das Massaker in den Ardeatinischen Höhlen
Im besetzten Rom verübte eine Gruppe der Resistenza am 23. März 1944 das Attentat in der Via Rasella auf deutsche Soldaten des Polizeiregiments „Bozen“. Eine ferngezündete Bombe tötete 33 Soldaten sowie zwei unbeteiligte italienische Passanten. Auf Vorschlag Kapplers beschloss die deutsche Armeeführung in Italien, für jeden getöteten Deutschen 10 Geiseln zu erschießen. Am 24. März 1944 überstellte die italienische Kommandantur auf Anforderung der Deutschen 335 Zivilisten, die in den Ardeatinischen Höhlen (Fosse Ardeatine), einem unbenutzten Steinbruchgelände nahe Rom, erschossen wurden. Einer der Beteiligten war Erich Priebke. Die höheren Offiziere der SS, darunter auch Priebke, bildeten die Erschießungskommandos und erschossen die ersten zwölf Opfer eigenhändig. Priebke führte anschließend wahrscheinlich die Liste, von der die „Todeskandidaten“ nach ihrer Erschießung gestrichen wurden. Nach der Erschießung der Geiseln in Fünfergruppen stellte Priebke fest, dass fünf Zivilisten mehr als beabsichtigt erschossen worden waren.

### Nach 1945
Priebke verbrachte nach dem Krieg 20 Monate in englischer Kriegsgefangenschaft auf italienischem Boden. Nach seiner Flucht aus dem Lager bei Rimini lebte er bis zum Oktober 1948 unbehelligt bei seiner Familie in Sterzing. Anschließend versteckten ihn Franziskaner auf Ersuchen von Bischof Alois Hudal im Franziskanerkloster Bozen. Mit Hilfe kirchlicher Stellen beschaffte Priebke sich einen Reisepass des Internationalen Roten Kreuzes unter dem Falschnamen „Otto Pape“ aus Lettland und entkam so über die sog. „Rattenlinie“ von Genua nach Argentinien. Dort lebte er bald wieder unter seinem echten Namen und mit gültigen argentinischen Papieren. Er arbeitete anfangs als Kellner in einem Lokal in Buenos Aires, später in einem Hotel in Bariloche. Dort war er später Inhaber einer Metzgerei, wurde Vorsitzender des Trägervereins der deutschen Schule und genoss hohes Ansehen, insbesondere in der deutschen Gemeinde. Seine Vergangenheit war seinen Mitbürgern nicht in allen Details bekannt, auch in der deutschen Botschaft wurde Stillschweigen bewahrt. Nach Wiederaufnahme der diplomatischen Beziehungen zwischen der Bundesrepublik Deutschland und Argentinien 1952 erhielt Priebke auch wieder einen deutschen Pass. Er erhielt außerdem eine Kriegsrente. Seine Beteiligung an dem Massaker in Italien wurde erstmals 1991 von Esteban Buch erwähnt, der von Nazis berichtete, die seit den 1950er Jahren in Bariloche lebten. 1993 stellten deutsche Ermittler einen Auslieferungsantrag, Priebke wurde in Argentinien daraufhin unter Hausarrest gestellt. 1994 gab er Sam Donaldson, einem Reporter von ABC News ein Interview, nachdem Nachforschungen durch diesen Sender seinen Aufenthaltsort ermittelt hatten. Dies führte zu Empörung bei den Menschen, die das Massaker nicht vergessen hatten, und Italien forderte seine Auslieferung.

#### Wiederaufnahme der Ermittlungen und Prozess in Italien
Der römische Militärstaatsanwalt Antonino Intelisano, der für den Distrikt Rom zuständig war und nicht der Generalbehörde angehörte, entdeckte 1994 bei Ermittlungen im Fall Erich Priebke durch einen Zufall größere Mengen vergilbter Akten in einem Schrank in der Allgemeinen Militäranwaltschaft in Rom. Dieser Schrank wurde als „Schrank der Schande“ bekannt; in ihm waren nicht weniger als 2274 Fälle von vergessenen NS-Kriegsverbrechen in Italien „provisorisch archiviert“ worden.
1995 wurde Priebke nach Italien überstellt und dort im August 1996 nach einem Verfahren vor einem Militärgerichtshof in Rom freigesprochen. Der Freispruch führte zu weltweiten Protesten.
Am 15. Oktober 1996 erklärte der Kassationsgerichtshof den Freispruch für nichtig. In einem neuen Verfahren wurde ein Strafmaß von 15 Jahren verhängt. Aufgrund von Amnestiegesetzen wurde die Strafe um zehn Jahre reduziert und zugleich die Untersuchungshaft angerechnet. Im Frühjahr 1998 wurde Erich Priebke schließlich von einem Militär-Berufungsgericht in Rom zu lebenslanger Haft verurteilt. Trotz seiner Verurteilung blieb er uneinsichtig und behauptete am 3. Mai 2000 in einem Interview der Süddeutschen Zeitung: „Drahtzieher der Inszenierung, die heute gegen mich stattfindet, sind die Wiesenthal-Zentren gewesen“.

#### Nach der Verurteilung
Aufgrund seines Gesundheitszustands verbüßte Priebke die Haft in Hausarrest, der jedoch nicht strikt durchgesetzt wurde. Anfang Juni 2007 erreichte sein Anwalt, dass sich Priebke mit Einschränkungen und nach Ankündigung bei der Polizei frei in Rom bewegen durfte. Amos Luzzatto, führender Vertreter der jüdischen Gemeinde, warf dem Gericht daher vor, die Haftstrafe Priebkes zu umgehen. Am 19. Juni 2007 wurde die Lockerung des Hausarrests wieder zurückgenommen.
Priebkes Verteidiger plädierten in seinem Namen auf Befehlsnotstand, was die Staatsanwaltschaft und die Kläger bestritten. Priebkes hohes Alter und sein schlechter Gesundheitszustand wurden von Kritikern des Verfahrens als Gründe für eine Begnadigung oder Amnestie angeführt.
Zu Priebkes 90. Geburtstag im Juli 2003 organisierte sein Anwalt Paolo Giachini eine öffentliche Feier.
Im Juni 2010 war Erich Priebke als Kandidat der NPD für das Amt des Bundespräsidenten im Gespräch.
Im Oktober 2010 wurden ihm Hafterleichterungen eingeräumt. Am 24. Juli 2013 veröffentlichte die italienische Zeitung La Repubblica in ihrer Online-Ausgabe ein Video, das Priebke mit einer Begleiterin und zwei Bodyguards bei einem Spaziergang durch Rom zeigt.
Anlässlich Priebkes 100. Geburtstags setzte sich der Bürgermeister Roms, Ignazio Marino, dafür ein, dass es diesmal keine Geburtstagsfeier wie zehn Jahre zuvor geben solle. „Rom ist verpflichtet, das Andenken derer zu bewahren, die für die Freiheit der Stadt gegen die Besatzung durch den Nazifaschismus gekämpft haben und die Opfer des deutschen Terrors wurden“, so Marino. Der Bürgermeister reagierte damit auf einen Appell der Vereinigung der italienischen Partisanen des Zweiten Weltkriegs und der Jüdischen Gemeinde Roms. Es kam zu Zusammenstößen vor Priebkes Haus in Rom, sieben Neonazis wurden festgenommen.
Priebke blieb zeitlebens überzeugter Nationalsozialist und zeigte keine Reue für das Massaker.

### Tod
Erich Priebke starb am 11. Oktober 2013 im Alter von 100 Jahren in Rom, Italien; die letzte Zeit lebte er in einem Appartement seines Anwalts.
Argentinien verweigerte eine Beisetzung in Priebkes langjährigem Wohnort Bariloche.
Der Vorsitzende der jüdischen Gemeinde in Rom schlug eine Überführung des Leichnams nach Deutschland und eine Beisetzung an seinem Geburtsort Hennigsdorf in Brandenburg vor. Auch Hennigsdorf lehnte mit Verweis auf die geltende Friedhofssatzung ab. Priebke sei kein Einwohner der Stadt und ein besonderes Recht auf Bestattung, etwa in einem Familiengrab, sei nicht zu erkennen. Letztlich stellte die katholisch-traditionalistische Piusbruderschaft eine ihrer Kapellen in Albano Laziale bei Rom für eine private Trauerfeier zur Verfügung. Die Totenmesse fand am 15. Oktober statt, musste nach Auseinandersetzungen zwischen rund 500 protestierenden Anwohnern und angereisten Neonazis jedoch abgebrochen werden. Die Behörden ordneten daraufhin an, Priebke an einem geheimen Ort beizusetzen.
Florian Abrahamowicz, ein 2009 wegen Holocaustleugnung aus der Piusbruderschaft ausgeschlossener Priester, verteidigte die Trauerfeier später in einem Rundfunkinterview mit den Worten, Priebke sei „mein Freund, ein Christ, ein treuer Soldat“ gewesen.

## Schriften
- Erich Priebke mit Paolo Giachini: Autobiographie: „Vae victis“, Rom: Associazione Uomo e Libertà, 2003.